# دينا غاريبوفا
دينا فاغيموفا غاريبوفا ((بالروسية: Дина Фагимовна Гарипова)‏, (بالتتارية: Динә Фәһим кызы Гарипова)‏ المولودة في 25 مارس 1992) هي مغنية روسية. فازت في 2012 بلقب الموسم الأول من نسخة برنامج ذا فويس الروسية، كما اختيرت من طرف القناة الأولى الروسية لتمثيل روسيا في مسابقة الأغنية الأوروبية 2013 المقام في مالمو السويدية. حيث تنافست بأغنيتها «مذا لو» (بالإنجليزية: What If)‏. وحققت المركز الخامس في الترتيب النهائي للمسابقة برصيد 174 نقطة، كما شاركت في مسابقة الأغنية الأوروبية 2015 رفقة 5 من ممثلين لروسيا.

## حياتها
ولدت دينا في 25 مارس 1991 في زيلينودولسك في الاتحاد السوفياتي لعائلة تمتهن الطب، وفي عمر 6 سنوات بدأت دراسة الموسيقى في «مسرح الميكروفون الذهبي» (بالروسية: Zolotoy mikrofon) مع مدربة صوت تدعى «إلينا أنتونوفا». كما درست دينا الصحافة في جامعة قازان.
تشجع دينا نادي روبين كازان، ودرجة صوتها تصل إلى 2.4 أوكتاف، كما صرحت بأنها مسلمة سنية وهي من أصول تتار الفولغا.

## مشاركتها في ذا فويس
شاركت ديانا في نسخة ذا فويس الروسية في موسمه الأول القناة الأولى الروسية في 2012، وفازت بلقبه رغم أنه لم يلتف لها سوى أليكسندر غرادسكي خلال مرحلة الصوت فقط.

### مرحلة الصوت فقط
| العمر | المتسابق      | الأغنية                             | خيارات المدربين والمتسابق | خيارات المدربين والمتسابق | خيارات المدربين والمتسابق | خيارات المدربين والمتسابق |
| العمر | المتسابق      | الأغنية                             | ديما بيلان                | بيلاجيا خانوفا            | أليكسندر غرادسكي          | ليونيد أغوتين             |
| ----- | ------------- | ----------------------------------- | ------------------------- | ------------------------- | ------------------------- | ------------------------- |
| 21    | دينا غاريبوفا | "А напоследок я скажу" أندريه بتروف |                           |                           | ✔                         |                           |

### المراحل المتقدمة
| المرحلة                                 | الأغنية                                        | صاحب الأغنية             | التاريخ        | النتيجة         |
| --------------------------------------- | ---------------------------------------------- | ------------------------ | -------------- | --------------- |
| مراحل المواجهة (48 متسابق)              | "عندما تصدقي" "When You Believe"               | ويتني هيوستن وماريا كاري | 23 نوفمبر 2012 | اختارها المدرب  |
| مرحلة خروج المغلوب (24 متسابق)          | "ملاك" "Angel"                                 | أريثا فرانكلين           | 7 ديسمبر 2012  | اختارها المدرب  |
| العرض المباشر - ربع النهائي (12 متسابق) | "Ты на свете есть"                             | آلا بوجاتشيفا            | 14 ديسمبر 2012 | اختارها الجمهور |
| العرض المباشر نصف النهائي (8 متسابقين)  | "موسيقى الليل" "The Music of the Night"        | مايكل كروفورد            | 21 ديسمبر 2012 | اختارها المدرب  |
| العرض المباشر النهائي (4 متسابقين)      | "سكايفول" "Skyfall"                            | أديل                     | 29 ديسمبر 2012 | الفائزة         |
| العرض المباشر النهائي (4 متسابقين)      | "لا، أنا لست نادمة" "Non, je ne regrette rien" | إديث بياف                | 29 ديسمبر 2012 | الفائزة         |
| العرض المباشر النهائي (4 متسابقين)      | "Не отрекаются любя"                           | آلا بوجاتشيفا            | 29 ديسمبر 2012 | الفائزة         |

## ديسكوغرافيا

### الألبومات
| عنوان الألبوم                                           | التفاصيل                                                                                            |
| ------------------------------------------------------- | --------------------------------------------------------------------------------------------------- |
| Два шага до любви (Two Steps to Love) (خطوتين نحو الحب) | - الإصدار: 28 أكتوبر 2014 - الموزع: يونيفيرسال ميوزيك روسيا - الصيغة: قرص مضغوط، محتوى قابل للتحميل |

### الأغاني المنفردة
| العنوان            | السنة | المراكز | المراكز | المراكز | المراكز | الألبوم                               |
| العنوان            | السنة | [ 7 ]   | [ 8 ]   | [ 9 ]   | [ 10 ]  | الألبوم                               |
| ------------------ | ----- | ------- | ------- | ------- | ------- | ------------------------------------- |
| "مذا لو" "What If" | 2013  | 78      | 51      | 75      | 161     | (Two Steps to Love) (خطوتين نحو الحب) |